# Elisabeth Vergés Costa
Elisabeth Vergés Costa   (Barcelona, 4 de gener de 1939 - Barcelona, 25 de setembre de 2019) fou una pionera en l'escalada i l'alpinisme de Catalunya, i una de les primeres alpinistes catalanes a fer expedicions fora d'Europa.

## Trajectòria esportiva
La seva trajectòria esportiva està plena de nombroses escalades durant els anys seixanta, i moltes van passar a la història per ser les primeres ascensions que feia una dona, com ara les de la Peña Sola d'Agüero i el cim del Puro dels Mallos de Riglos. A Catalunya, va escalar Montserrat, el Cadí, la Riba, Oliana i Vall d'Ordesa, però Vergés va ser també de les primeres escaladores que van participar en expedicions fora d'Europa, com ara a Ahaggar (Algèria), Kenya, Groenlàndia i els Andes del Perú. Ha estat vinculada al Club Muntanyenc Barcelonès i al Centre Excursionista de Catalunya. Vergés va formar cordada habitual amb Josep Manuel Anglada i Nieto, Jordi Pons Sanginés, Joan Cerdà o Francesc Guillamon Nieto. A més, l'any 1961 va formar part de la primera cordada íntegrament femenina que va pujar al Cavall Bernat juntament amb l'espeleòloga barcelonina Alícia Masriera González.

## Obra
És autora d'una biografia sobre Josep Manuel Anglada, amb qui va estar casada i va fer expedicions durant una seixantena d'anys.
Va ser protagonista del documental Encordades, conjuntament amb Carme Romeu Pecci, Mònica Verge Folia, Esther Sabadell Simó i Helena Alemán Sobrino, entre d'altres, i on diferents generacions d'alpinistes i muntanyenques expliquen les seves vivències amb la seva passió per pujar muntanyes, i on es reflexiona sobre el paper femení en aquest esport.

## Alpinisme i escalada

### Expedicions
- Expedició Ahaggar (1967)
- Expedició monts de Kenya (1971)
- Expedició Groenlandia a la Península d'Alfred Wegener (1973, 1976)
- Expedició Andes del Perú (1980)

### Ascensions
- Primera ascensió femenina a Peña Sola
- Primera ascensió femenina a Mallos de Agüero
- Primera ascensió femenina el Puro, als Mallos de Riglos (Osca).